# Alexandria (Tennessee)
Alexandria is een plaats (town) in de Amerikaanse staat Tennessee, en valt bestuurlijk gezien onder DeKalb County.

## Demografie
Bij de volkstelling in 2000 werd het aantal inwoners vastgesteld op 814.
In 2006 is het aantal inwoners door het United States Census Bureau geschat op 863, een stijging van 49 (6,0%).

## Geografie
Volgens het United States Census Bureau beslaat de plaats een oppervlakte van
2,3 km², geheel bestaande uit land. Alexandria ligt op ongeveer 199 m boven zeeniveau.

## Plaatsen in de nabije omgeving
De onderstaande figuur toont nabijgelegen plaatsen in een straal van 16 km rond Alexandria.